# Communauté rurale de Mlomp (Oussouye)
 (mars 2013).
Si vous disposez d'ouvrages ou d'articles de référence ou si vous connaissez des sites web de qualité traitant du thème abordé ici, merci de compléter l'article en donnant les références utiles à sa vérifiabilité et en les liant à la section « Notes et références ».
Ne doit pas être confondu avec Communauté rurale de Mlomp (Bignona).
La communauté rurale de Mlomp (Oussouye) est une communauté rurale du Sénégal située en Casamance, dans le sud du pays, le long du fleuve Casamance.
Elle fait partie de l'arrondissement de Loudia Ouoloff, du département d'Oussouye et de la région de Ziguinchor.

## Géographie
Les 24 villages de la communauté rurale sont :
- Badjigui
- Cagnoute Bouhibane
- Cagnoute Ebrouaye
- Cagnoute Houyoho
- Djiromait
- Efissao
- Elinkine
- Kadjinolle Ebankine
- Kadjinolle Hassouka
- Kadjinolle Kadianka
- Kadjinolle Kafone
- Kadjinolle Kagnao
- Kadjinolle Sagheur
- Loudia Diola
- Loudia Ouoloff
- Mlomp Djibetene
- Mlomp Djicomol
- Mlomp Etebemaye
- Mlomp Haer
- Mlomp Kadjifolong
- Pointe Saint-Georges
- Sam Sam
- Samatit
- Santhiaba Ouolof